# چاه رهبرآباد
چاه رهبرآباد یک منطقهٔ مسکونی در ایران است که در دهستان هرابرجان واقع شده‌است.